# Janet Zach
Janet Zach (ur. 19 czerwca 1975) – niemiecka lekkoatletka specjalizująca się w skoku o tyczce.

## Osiągnięcia
- srebrny medal młodzieżowych mistrzostw Europy (Turku 1997)

## Rekordy życiowe
- skok o tyczce - 4,15 (1997)[1]